# 999 (求救電話)
999緊急求助電話號碼源於英國，後來擴展到部份英聯邦地方。致電999是免費的，服務年中無休，以供民眾在遇到危急情況時求救。

## 英國
在英國，由1937年6月30日起，999被用作倫敦的緊急求助電話，其後逐漸推廣到全英國。999服務由內政部運作，除999之外，1992年12月起也可以使用全歐洲通用的112。

## 香港
在香港，999緊急求助服務於1950年開通，由香港警務處指揮及控制中心（又稱「999報案中心」）運作。除999之外，在本地行動電話網絡訊號微弱的郊野公園或鄉郊地方亦可改用112。香港警務處力求會在9秒內接聽每一個999緊急求助來電，並且在9分鐘內派遣人員抵達香港島、新界及九龍在15分鐘內派遣人員抵達現場。

## 澳門
在澳門，999緊急求助服務於1984年8月1日正式使用，目前，該服務由澳門治安警察局行動廳行動控制中心運作，同时在澳門境內撥打110或112均可自動接駁至999緊急求助熱線；澳門治安警察局並定立指標，務求於9秒內接聽每個直接打入999緊急求助熱線之來電，並於接報後立即通知有關部門派出警員、消防員、救護員或相關專業人員趕赴現場處理。

## 中國大陆
在北京，999和120一同用作医疗急救电话号码，例如北京市红十字会紧急救援中心。

## 马来西亚
马来西亚的紧急求救服务是由马来西亚电讯运营。自2007年起，已逐步开始统一所有紧急求救电话号码，也就是所有单位，无论是警察、消防局、救護車及民防部队的紧急求救号码皆已统一为999 。

## 新加坡
新加坡的緊急求助電話亦為999。